# Where the Heart Is (filme de 1990)
Where the Heart Is (Brasil: Onde Está o Coração ) é um filme de comédia estadunidense dirigido por John Boorman e lançado em 1990.

## Elenco principal
- Dabney Coleman ... Stewart McBain[1]

- Uma Thurman ... Daphne McBain[1]

- Joanna Cassidy ... Jean[1]

- Crispin Glover ... Lionel[1]

- Suzy Amis ... Chloe McBain[1]

- Christopher Plummer ... Shitty[1]

- David Hewlett ... Jimmy[1]

## Sinopse
Daphne (Uma Thurman), Chloe (Suzy Amis) e Jimmy (David Hewlett) precisam aprender a sobreviver num velho prédio abandonado, depois que seu pai Stewart (David Coleman) os expulsa de casa.